# Es Fiters
Es Fiters és un jaciment arqueològic que es troba al municipi de Muro (Mallorca), ocupant una part de la gran finca des Fiters, tot i que una petita part de les troballes es van realitzar a una finca disgregada de la major, la coneguda com a Ca'n Perxat. El conjunt arqueològic se situa molt a prop del talaiot de Sa Font / Son Morei. Es compon de diversos conjunts.
- Necròpoli romana composta de dos grups de tombes simples a mode de cista. El primer conjunt es troba a la finca de ca'n Perxat i es compon de diverses tombes excavades a la roca de les quals en son visibles dues, tot i que n'hi pot haver més enterrades. L'altre conjunt és més extens i es troba endinsat dins la finca d'Es Fiters, compost per un nombre indeterminat de tombes de les quals son més o manco visibles 7 delimitades amb lloses de pedra. La majoria de les tombes es troben en bon estat tot i que farcides de terra i tapades de matolls.
- Conjunt de dues coves: Es troben a mig camí entre els dos grups de necròpoli. Una d'elles és petita i té marques de retocs, mentre que l'altre és més grossa i actualment s'empra com a sestador. El museu d'Artà va dur a terme excavacions a una d'aquestes coves, trobant-hi enterraments amb aixovars d'època balear o postalaiòtica.
- Diverses agrupacions d'afloraments ceràmics d'èpoques romana imperial i islàmica.

Part dels materials d'aquest jaciment s'exposen actualment al museu d'Artà.